# Понтия
Понтия (лат. Pontia) — римлянка-отравительница, предполагаемо жившая в I веке н. э. Её имя стало нарицательным и встречается в различных сохранившихся римских произведениях.

## Сведения
Согласно одной версии, Понтия в правление Нерона овдовела и устроила пышный обед, которым отравила своих сыновей. Римский поэт Ювенал приводит имя Понтии в своей шестой сатире как пример явного женского коварства:

Жизнь берегите, к блюдам никаким не имейте доверья, —
В этих бледных лепёшках кипят материнские яды…
…Пусть бы мы лгали, пусть! Но Понтия вслух заявляет:
«Да, сознаюсь, приготовила я аконит моим детям;
Взяли с поличным меня, — преступленье свершила сама я».
— Злая гадюка, обедом одним умертвила двоих ты,
Сразу двоих? — «Будь семеро их, семерых бы я тоже…»…

Марк Валерий Марциал не раз также упоминает Понтию в своих едких «Эпиграммах». Предположительно, Понтия была ещё жива на момент их написания (ок. 86 год н. э.):

(75) Если в подарок ты мне дрозда ль, пирога ли кусочек,
Бёдрышко ль зайца пришлёшь, или ещё что-нибудь,
Понтия, ты говоришь, что лакомства мне посылаешь.
Лакомств таких не дарю, Понтия, да и не ем.

Согласно легенде, её казнили не за это злодеяние, а якобы за участие в заговоре против императора. Неизвестный автор схолий к Ювеналу в IV веке связывает Понтию с дочерью Публия Петрония, высокопоставленного магистрата времён Калигулы. Вот только его дочь по имени Петрония пережила Нерона и была выдана замуж за Авла Вителлия, ставшего восьмым римским императором. Супруги развелись, возможно, вскоре после смерти Луция Вителлия-старшего. Ни Тацит, ни Светоний, писавшие об Авле Вителлии, не упоминают об истории отравления в биографии его жены.
До XIX века историки принимали за подлинное надгробие Понтии испанскую подделку XV века, на которой фальсификатор записал биографию женщины:

Здесь лежу я, Понтия, дочь Тита Понтия.

Те двое, рожденные от меня, отравлены ядом.

Корыстолюбие послало мне смерть.

Кто бы ты ни был здесь, если ты благочестив, пожалуйста, отвернись.
Оригинальный текст (лат.)Pontia Titi Pontii filia hic sum.
Quæ duobus natis a me veneno consumptis.

Avaritiæ opus misiræ mihi mortem concivi.
Tu qusquis es qui hactransis, si pius es queso a me oculos averte.

Также Понтия упоминается в римской хронике (Cronicones), выдуманной иезуитом XVI века Херонимо Романом де ла Игерой. Ныне эта рукопись хранится в Музее Ватикана.